# Коктальська сільська адміністрація
Кокта́льська сільська адміністрація (каз. Көктал ауылдық әкімдігі, рос. Коктальская сельская администрация) — адміністративна одиниця у складі Аулієкольського району Костанайської області Казахстану. Адміністративний центр та єдиний населений пункт — село Коктал.
Населення — 532 особи (2021; 594 у 2009, 903 у 1999, 1530 у 1989).
Станом на 1989 рік існувала Шагалинська сільська рада (селища Карагансай, Коктал, Шагала). Села Карагансай та Шагала були ліквідовані 2013 року, Шагалинський сільський округ був перетворений у Коктальську сільську адміністрацію.

## Склад
До складу округу входять такі населені пункти:
| Населений пункт  | Старі назви | Населення, осіб (1989) | Населення, осіб (1999) | Населення, осіб (2009) | Населення, осіб (2021) |
| ---------------- | ----------- | ---------------------- | ---------------------- | ---------------------- | ---------------------- |
| Карагансай, село | -           | 185                    | 63                     | 22                     | -                      |
| Коктал, село     | -           | 749                    | 558                    | 554                    | 532                    |
| Шагала, село     | -           | 596                    | 282                    | 18                     | -                      |